# Jean-Claude Martzloff
Jean-Claude Martzloff (né le 17 décembre 1943, mort le 10 janvier 2018) est un sinologue et historien des mathématiques français.

## Carrière
Martzloff est directeur de recherche au CNRS à l'Institut des Hautes Etudes Chinoises à Paris.
Martzloff est considéré comme l'un des experts occidentaux dans le domaine de l'histoire des mathématiques chinoises. Il a écrit en 1987 un livre sur l'histoire des mathématiques chinoise, considéré comme un ouvrage de référence. Martzloff s'est également penché sur l'histoire de l'astronomie en Chine.                            
Jean-Claude Martzloff as been award in 2010 the Ikuo Hiramaya Price by the Academie des Inscriptions et Belles-Lettres for the totality of his work on Chinese mathematics,

## Publications
- Recherches sur l'œuvre mathématique de Mei Wending. 1633–1721 (= Mémoires de l'Institut des Hautes Études Chinoises. 16). Collège de France – Institut des Hautes Études Chinoises, Paris 1981,  (ISBN 2-85757-022-8).
- Histoire des mathématiques chinoises. Masson, Paris 1987,  (ISBN 2-225-81265-9) (trad en anglais : A History of Chinese Mathematics. Springer, Berlin 1997,  (ISBN 3-540-54749-5)).
- avec Évelyne Barbin, Jacques Borowczyk, Jean-Luc Chabert, Michel Guillemot, Anne Michel-Pajus, Ahmed Djebbar: Histoire d’Algorithmes – Du Caillou à la Puce. Regards sur la Science. Belin, Paris  (1994). (trad en anglais : A History of Algorithms. From the Pebble to the Microchip. Springer, Berlin 1999,  (ISBN 3-540-63369-3)).
- Le calendrier chinois. Structure et calculs (104 av. J.-C.. – 1644) (= Sciences, techniques et civilisations du Moyen Âge à l'aube des lumières. 11). Champion, Paris 2009,  (ISBN 978-2-7453-1911-1).
- [Martzloff 1990] Jean-Claude Martzloff, « Un exemple de mathématiques chinoises non triviales : les formules sommatoires finies de Li Shanlan (1811-1882) », Revue d'histoire des sciences, vol. 43, no 1,‎ 1990, p. 81-98 (DOI 10.3406/rhs.1990.4157)
- (en) Jean-Claude Martzloff, « Li Shanlan », dans Helaine Selin, Encyclopaedia of the History of Science, Technology, and Medicine in Non-Westen Cultures, Springer, 2008 (DOI 10.1007/978-1-4020-4425-0, présentation en ligne), p. 1224-1226
- «Chine (L'Empire du milieu)- Sciences et techniques en Chine» dans Encyclopaedia Universalis, 5-631-a
- Wladislaw de Wieclawik, Jean-Claude Martzloff, Colette Diény et Joël Brenier, « Shen Gua (1031-1095) et les sciences », Revue d'histoire des sciences, vol. 42, nos 42-4,‎ 1989, p. 333-351 (lire en ligne)
- Jean-Claude Martzloff, « Quelques exemples de démonstration en mathématiques chinoises », dans La démonstration mathématique dans l’histoire, IREM de Lyon, 1990, p. 131-132 ----
- (1) Articles  (maj publication  Jean-Claude Martzloff_octobre_2013  de Jean-Claude Martzloff (source France Martzloff )
- « La Géometrie Euclidienne selon Mei Wending». Historia Scientiarum (Tokyo), no. 21, 1981, p. 27-42.
- «Sciences et Techniques dans l'Oeuvre de Ricci.» Revue des Sciences Religieuses (Paris), tome 72, no. 1, 1984, p. 37-49.
- «Aperçu sur l'Histoire des Mathématiques Chinoises telle qu'elle est pratiquée en République Populaire de Chine». Historia Scientiarum (Tokyo), no. 28, 1985, p. 1-30
- «La science astronomique européenne au service de la diffusion du catholicisme en Chine. L'oeuvre astronomique de Jean-François Foucquet (1665-1741).» Mélanges de l’Ecole Française de Rome (Rome), tome 101-2, 1989, p. 973-989.
- «A Survey of Japanese Publications on the History of Japanese Traditional Mathematics (Wasan) from the Last 30 Years.» Historia Mathematica (Toronto, Canada), vol. 17, no. 4, 1990, p. 366-373 .
- «Eléments de réflexion sur les réactions chinoises à la géometrie Euclidienne à la fin du XVIIe siècle  le Jihe lunyue 幾何論約de Du Zhigeng 杜知耕vu principalement à partir de la préface de l'auteur et de deux notices bibliographiques rédigées par des lettrés illustres.» Historia Matematica (Toronto, Canada) vol. 20, no. 2, 1993, p. 160-179 et no. 3, p. 460-463.
- «Space and Time in Chinese Texts of Astronomy and Mathematical Astronomy in the Seventeenth and Eighteenth Centuries.» Chinese Science, no. 11, 1993-1994, pp. 66-92.
- « The Recent Chinese and Mongolian Translations of Euclid’s Elements”. Historia Mathematica, Toronto, vol. 24, 1997, p. 197-199.
- «Les sources chinoises des manuscrits astronomiques de Seki Takakazu (?-1708)», Daruma, Revue Internationale d'Etudes Japonaises, n° 4, 1998, p.63-78 [Démonstration de la transmission de connaissances d'astronomie islamique au Japon, par l'intermédiaire de traductions chinoises de manuscrits astronomiques arabes]
- « Aperçu sur les échanges mathématiques entre la Chine et la France (1880-1949) », Archive for History of Exact Sciences, 1998, vol. 53, p. 181-200 (en collaboration avec LI Wenlin 李文林(Academia Sinica, Institut de Mathématiques, Pékin).
- « An overview of Publications on the History of Chinese Mathematics from Mainland China (1993-1997)» , New-Delhi, , Bulletin of the Indian Society for the History of Mathematics, 1998, vol. 20, nos 1-4, p. 92-100.
- Dunhuang liri ‘mori’ he ‘mieri’ anpai chutan «敦煌曆日“ 沒日”和“ 滅日”安排初談» [La répartition des jours mo et mie dans les calendriers manuscrits de Dunhuang], 敦煌魯番研究Dunhuang Tulufan yanjiu (Journal of the Dunhuang and Turfan Studies), vol. 7, 2004, p. 422-437.
- « Metonic Cycles, Classical and non-Classical, and Chinese Calendrical Calculations (104 BC - 618 AD), Cubo, A Mathematical Journal, Universidad de la Frontera (Chili), Vol. 6, n° 2, 2004, p. 53-77.
- «The history of zero in China: new elements obtained from the taking into account of the history of mathematical astronomy» , Ganita Bharati, Bulletin of the Indian Society for History of Mathematics, Vol. 28, n° 1-2 «David Pingree Memorial Volume», New-Delhi, p. 67-83.
- (4) Communications avec actes :
- « La Compréhension Chinoise des Méthodes Démonstratives Euclidiennes au Cours du XVIIe Siècle et au Début du XVIIIe. » in Actes du IIe Colloque International de Sinologie: Les Rapports entre la Chine et l'Europe au Temps des Lumières, Chantilly, 16- 18 Sept. 1977. Paris, Les Belles Lettres, 1980, p. 125-143.
- «Li Shanlan de youxian he gongshi.» 李善蘭的有限和公式 (Li Shanlan's finite summations formulas). Kexue shi yicong 科學史譯叢, n° 2, 1983 pp. 1-6 (A Chinese translation of a communication to the First International Congress of the History of Chinese Science, Leuven (Belgium)), August 1982.
- «Matteo Ricci's Mathematical Works and their Influence» in International Symposium on Chinese-Western Cultural Interchange in Commemoration of the 400th Anniversary of the Arrival of Matteo Ricci S.J. in China. Taipei, 11-16 Sept, 1983, Taipei: Furen Daxue Chubanshe, 1983, pp. 889-895.
- «Les contacts entre les astronomies et les mathématiques arabes et chinoise vues principalement à partir des sources chinoises  état actual des connaissances.» in Deuxième Colloque Maghrébin sur l'Histoire des Mathématiques Arabes, Tunis, 1-3 Dec. 1988, Tunis, 1991, Université de Tunis I, ISEFC et ATSCM, p. 164-182.
- « Li Shanlan (1811-1882) and Chinese Traditionnal Mathematics”, The Mathematical Intelligencer, vol. 14, n° 4, 1992, p. 32-37.
- «French Research into the Mengqi bitan, Its Past, Present and Predictable Future», in Yung Sik Kim and Francesca Bray (eds.), Current Perspectives in the History of Science in East Asia, Seoul, Seoul National University Press, 1998, p. 42-51. [Actes du huitième colloque international d’histoire des sciences en Asie du Sud-Est, Seoul, 26-31 août 1996].
- «Notes on Planetary Theories in Giacomo Rho's Wuwei lizhi», in Roman MALEK, S.V.D. (ed.), Western Learning and Christianity in China, The Contribution and Impact of Johann Adam Schall von Bell, S.J. (1592-1666), 2 vols. Jointly published by China-Zentrum and the Monumenta Serica Institute, Sankt Augustin, 1998, vol. 1, p. 591-616. [Ouvrage conçu en partie à partir des actes du colloque consacré à Adam Schall von Bell (1562-1666) en 1992 à Sankt Augustin (près de Cologne)]
- « Le calendrier chinois : cadre historique général, structure, typologie et calcul », in Jacques LE GOFF et al. (dir.), Les Calendriers, Leurs enjeux dans l’espace et dans le temps, Colloque de Cerisy, du 1er au 8 juillet 2000, Paris, Somogy Éditions d’Art, 2002, p. 155-167.
- « La matematica cinese è cinese ? » in Michele Emmer (ed.), Matematica e cultura, Milano : Springer Verlag Italia, 2003, p. 195-203. [Publication faisant suite au Congrès « Mathématiques et Culture », Venise, 22-23 mars 2002]. Traduction anglaise : « Is Chinese Mathematics Chinese ? », in Michele Emmer (ed.), Mathematics and Culture III, Heidelberg, Dordrecht, London, New York, Springer, p. 193-201.
- (5) Communications sans actes
- (1) Vingt-deuxième colloque international d’histoire des sciences, Pékin, 24-30 juillet 2005. Communication présentée : « The Diffusion of Astronomical Parameters from the Huihui li 回回曆to Japan » [cette communication apporte la preuve du fait que des connaissances extraites les tables astronomiques d’origine arabe, traduites en chinois vers 1383, et dont une source arabe a été récemment identifiée, sont parvenues au Japon, à la fin du dix-septième siècle (d’après l’analyse d’un manuscrit inédit de Seki Takakazu). Voir le résumé de cette communication : «The Diffusion of Astronomical Parameters from the Hui Hui Li to Japan», XXII International Congress of History of Science, Pékin, 24-30 July 2005, Book of Abstracts, Pékin, 2005, p. 292.
- (2) Colloque international sur l'histoire de la science, de la technologie et des techniques  arabo-islamiques, Paris, UNESCO les 16 et 17 mars 2006.  Communication présentée : « La transmission de connaissances mathématiques et astronomiques du monde arabo-musulman vers la Chine, la Corée et le Japon. Etat actuel des connaissances ».
- (3) Colloque en hommage à René Taton (1915-2004). Pour une histoire professionnelle des  sciences ?, Paris, 8-10 juin 2006, Institut d’Astrophysique et Ecole Normale Supérieure.  Colloque organisé par l’Académie des sciences, l’Ecole des Hautes Etudes en Sciences  Sociales et le Centre Alexandre Koyré. Communication présentée : « René Taton et l’intérêt  pour l’histoire des sciences de l’extrême-orient. » [Cependant la publication des actes de ce  Colloque est prévue au cours de l’année]
- (6) Ouvrages scientifiques
- Recherches sur l'Oeuvre Mathématique de Mei Wending (1633-1721). Paris: Collège de France, Institut de Hautes Etudes Chinoises (Mémoires de l'Institut des Hautes Etudes Chinoises, vol. 16), 1981, Prix Stanislas Julien 1982 de l’Académie des Inscriptions et Belles-Lettres.
- Histoire des Mathématiques Chinoises, Paris, Masson, 1987. [Préfaces de Jacques Gernet et de Jean Dhombres].
- A History of Chinese Mathematics, Berlin, Heidelberg, New-York , Springer, 1997 ; traduction anglaise par Stephen S. Wilson, revue et augmentée, de Histoire des mathématiques chinoises, Paris, Masson, 1987 ; Nouvelle édition, Springer, 2006.
- (7) Chapitre d'ouvrages scientifiques
- «Chinese Mathematics.» in Ivor GRATTAN GUINNESS ed., Companion Encyclopaedia of the History and Philosophy of the Mathematical Sciences. 2 vols. London: Routledge,  vol. 1, 1994, p. 93-103.
- «Les Mathématiques Japonaises.» in A. BERQUE ed., Dictionnaire de la Civilisation Japonaise, Paris, Hazan, 1994.
- « A Glimpse of the Post-Verbiest Period: Jean-François Foucquet’s lifa wenda 曆法問答(Dialogues on Calendrical Techniques) and the Modernization of Chinese Astronomy or Urania’s Feet Unbound », in Ferdinand Verbiest S.J. Jesuit Missionary, Engineer and Diplomat 1623-1688, Nettetal, Steyler Verlag, p. 519-529.
- « Clavius traduit en Chinois », in Luce GIARD (ed.). Les Jésuites à la Renaissance, système éducatif et productif du savoir, Paris, Presses Universitaires de France, 1995, 309-322.
- Articles « Approximation formulae in China », « Geometry in China », « Li Shanlan » et « Japanese mathematics » in Helaine SELIN (ed.) Encyclopedia of the History of Science, Technology and Medicine in Non-Western Cultures, Dordrecht, Kluwer Academic Publishers, 1997, p. 65-67, 368-372, 511-512, 525-527 [La version électronique à accès payant, révisée et augmentée de ces articles est actuellement en courts de réalisation (même éditeur)]
- « Faguo dui Zhongguo shuxue he tianwenxue shi de yanjiu » 法國對中國數學和天文學史的研究(Les recherches françaises en histoire des mathématiques et de l'astronomie chinoise) in Drège Jean-Pierre (ed.), Faguo dangdai zhongguoxue 法國當代中國學 [Titre français: Cinquante ans d'Etudes Chinoises en France], Pékin, Xinhua Shudian, 1998, p. 376-381.
- « Les sciences mathématiques en Chine vers 1600 », in História das ciências mathemáticas, Portugal e o Oriente, Lisbonne Fundação Oriente, 2000, p. 35-47.
- « Les activités scientifiques (mathématiques, astronomie) des missions catholiques au Japon et en Chine du milieu du XVIe siècle au milieu du XIXe siècle », in História das ciências mathemáticas, Portugal e o Oriente, Lisbonne Fundação Oriente, 2000, p. 305-329.
- « La datation des calendriers de Dunhuang », in Marc Kalinowski (dir.), Divination et société dans la Chine médiévale, Étude des Manuscrits de Dunhuang de la Bibliothèque nationale de France, Paris, Bibliothèque Nationale de France, 2003, p. 124-139.
- En collaboration avec Alain ARRAULT (Ecole Française d’Extrême-Orient], « Notices » [descriptions individuelles de cinquante quatre calendriers manuscrits], in Marc KALINOWSKI (dir.), Divination et société dans la Chine médiévale, Étude des Manuscrits de Dunhuang de la Bibliothèque nationale de France, Paris, Bibliothèque Nationale de France, 2003, p. 141-211.
- (10) Autres publications
- «Notice no. 3349.» in Michel SOYMIÉ ed., Catalogue des Manuscrits chinois de TouenHouang, Fonds Pelliot Chinois de la Bibliothèque National, vol. 3. Paris: Editions de la Fondation Singer-Polignac, 1983, p. 283-284.
- «Sciences et Techniques en Chine (Mathématiques, Astronomie, Techniques).» in Encyclopedia Universalis, Paris, 1985, p. 889-895.
- Histoire d’Algorithmes, du caillou à la puce. Paris, Belin, 1994 (ouvrage collectif destiné à l’enseignement universitaire, en collaboration avec J.-L. Chabert, Michel Guillemot, Anne Michel-Pajus et Ahmed Djebbar.) . Traduction anglaise par Chris Weeks, A History of Algorithms, From the Pebble to the Microchip, Springer, 1999, puis nouvelle édition française, Paris, Belin, 2010.
- « Note on the Recent Chinese and Mongolian Translations of Euclid's Elements», Historia Mathematica, 1997, vol. 24, n° 2, p. 200-203.
- Compte rendu de John W. Witek, S.J. (ed.) Ferdinand Verbiest (1623-1688) Jesuit Missionary, Scientist, Engineer and Diplomat, Nettetal, Steyler Verlag, 1994 (Monumenta Serica Monographs Series 30) in Etudes Chinoises, vol. 17, n° 1-2 ; 1998, p. 300-306.
- « 法國對中國數學和天文學史的研究» in J. P. Drège (ed.) 法國當代中國學Pékin, Zhongguo Shehui Kexue Chubanshe 中國社會科學出版社, 1998, p. 376-381.
- « Euclid in China », Monumenta Serica, vol. 47, 1999, p. 479-488.
- Traductions chinoises de deux articles antérieurs dans la revue Sinologie Française (École Française d’Extrême-Orient), janvier 2001 : (1) « Space and Time in Chinese Texts of Astronomy and Mathematical Astronomy in the Seventeenth and Eigtheeenth Centuries », Chinese Science, n° 11, 1993-1994, p. 66-92 et (2) « Aperçu sur les échanges mathématiques entre la Chine et la France (1880-1949) », Archive for History of Exact Sciences, 1998, vol. 53, p. 181-200.
- « L'infini en Chine », Pour la Science, numéro spécial consacré à l'infini, décembre 2000, p. 17-20.
- « Chinese Mathematical Astronomy » in Helaine SELIN (ed.), Mathematics across Cultures: The History of Non-Western Mathematics, Kluwer Academic Publishers Dordrecht/Boston/London, 2000, pp. 373-407.
- Révision, mise à jour et augmentation de tout ce qui concerne les mathématiques, l'astronomie et le calendrier chinois, anciens et modernes ainsi présentation des branches du savoir correspondantes, dans le Grand Dictionnaire Français de la Langue Chinoise, Paris, Instituts Ricci, Paris-Taipei, 7 vols. (plus de 8000 pages), Paris, Desclée de Brouwer, 2003. Ouvrage publié avec le concours du Ministère de l’Education Nationale, du Ministère de la Recherche, du Ministère des Affaires Etrangères, du Haut Conseil pour la Francophonie, ainsi que des institutions similaires à Taïwan.
- Articles « mathématiques », « l'astronomie », « calendrier chinois », « étoiles et constellations » in Aperçus de civilisation chinoise, p. 51-54, 105-112, 315-349, 351- 368, Paris, Desclée de Brouwer 2003.
- « L’astronomie chinoise ou les mathématiques provisoires », in Dossier Pour la Science, Avril/Juin 2005, p. 26-31. Traduction allemande dans un numéro spécial de la revue Spektrum der Wissenschaft : 2006, n° 2, « Chinesische Astronomie oder Mathematik als Provisorium », p.30-37.
- « Sur les traces du zéro en Chine », Pour la Science, août-septembre 2006 », p. 16-17 [Article de vulgarisation scientifique]
- Plusieurs centaines de recensions d’articles et d’ouvrages concernant l’histoire des mathématiques en Chine et au Japon in Zentralblatt für Matematik und ihre Grenzgebiete, Berlin, depuis 1985.
- Publications récentes
- « Matteo Ricci et la science en Chine », Études, 2010, tome 412/5.
- Le calendrier chinois : structure et calculs (104 av. J.-C.-1644). Indétermination céleste et réforme permanente. La construction chinoise officielle du temps quotidien discret à partir d’un temps mathématique caché, linéaire et continu. Paris, Honoré Champion, 2009.
- Compte-rendu de : John M. Steele (ed.), Calendars and Years : Astronomy and Time in the Ancient and Medieval World, Oxford, Oxford Books, 2011), in Journal for the History of Astronomy, vol. 43, 2012, p. 360-361.
- Pourquoi avoir traduit Euclide en Chinois ? Les raisons d’un choix et ses conséquences, in Isabelle Landry-Deron (ed.), La Chine des Ming et de Matteo Ricci (1552-1610), le premier dialogue des savoirs avec l’Europe, Paris, les Editions du Cerf, 2013, p. 155-168.
- Le manuscrit arithmétique de Zhang Jiashan, in p. 113-117
- Le livre des calculs, in J.-P. Drège (dir.) avec la collaboration de C. Moretti, La fabrique du lisible, la mise en texte des manuscrits de la Chine ancienne et médiévale. Paris, Collège de France, Institut des Hautes Etudes Chinoises, 2014, p. 119-122.
- Astronomy and calendars - The other Chinese Mathematics (104BC- AD1644) ,Spinger-Verlag Berlin Heidelberg 2016

## Liens
- Notices d'autorité :   - VIAF
  - ISNI
  - BnF (données)
  - IdRef
  - LCCN
  - GND
  - Belgique
  - Pays-Bas
  - Pologne
  - Israël
  - NUKAT
  - WorldCat
- Page d'accueil Centre de recherche sur les civilisations de l'Asie orientale - UMR